# هولشتبرو
هولشتبرو (به لاتین: Holstebro) یک شهر در دانمارک است که در Holstebro Municipality واقع شده‌است. هولشتبرو ۸۰۰٫۱۹ کیلومتر مربع مساحت و ۳۶٬۴۴۲ نفر جمعیت دارد و ۱۴ متر بالاتر از سطح دریا واقع شده‌است.

## خواهرخوانده
شهرهای براشوو، آلتئا، باد کوتزتینگ، بلاجو، باندوران، Granville، اوفلیز، میرسن (هلند)، نیدرآنون، پروزا، Sesimbra، شربورن، کارکیلا، اوکسلوسوند، یودنبورگ، Chojna، کوسگ، سیگولدا، سوشیتسه، دهستان توری، زولن، پرینای، مرسسکلا، سیره (رومانی)، اگراس، سیپراس، شکفیا لکا و تریاونا خواهرخوانده‌های هولشتبرو هستند.